# Liste des églises de la Nouvelle-Calédonie
Cette liste des églises de la Nouvelle-Calédonie recense les églises de la collectivité d'outre-mer de la Nouvelle-Calédonie. Il est fait état des diverses protections dont elles peuvent bénéficier, et notamment les inscriptions et classements au titre des monuments historiques.
Toutes sont situées dans l'archidiocèse de Nouméa.

## Statistiques

### Nombres
La Nouvelle-Calédonie comprend 33 communes au 1er janvier 2020.
Depuis 2018, l'archidiocèse de Nouméa compte 14 paroisses.

## Classement
Le classement ci-après se fait par commune selon l'ordre alphabétique.
Il est fait état des diverses protections dont elles peuvent bénéficier, et notamment les inscriptions et classements au titre des monuments historiques.

## Liste

### Église catholique
La liste suivante recense les églises catholiques de la Nouvelle-Calédonie, en incluant les chapelles et les cathédrales. 
| Église                                            | Commune      | Adresse                                                      | Coordonnées                       | Notice | Protection | Date | Illustration                                   |
| ------------------------------------------------- | ------------ | ------------------------------------------------------------ | --------------------------------- | ------ | ---------- | ---- | ---------------------------------------------- |
| Église de Bélep                                   | Bélep        |                                                              | 19° 42′ 36″ sud, 163° 38′ 50″ est |        |            |      | Image manquante Téléverser                     |
| Église Sainte-Anne de Boulouparis                 | Boulouparis  |                                                              | 21° 51′ 57″ sud, 166° 02′ 51″ est |        |            |      | Église Sainte-Anne de Boulouparis              |
| Chapelle Sainte-Thérèse-de-l'Enfant-Jésus de Tomo | Boulouparis  |                                                              | 21° 57′ 18″ sud, 166° 08′ 31″ est |        |            |      | Image manquante Téléverser                     |
| Chapelle de Néméara                               | Bourail      |                                                              | 21° 30′ 20″ sud, 165° 28′ 33″ est |        |            |      | Image manquante Téléverser                     |
| Église du Sacré-Cœur de Bourail                   | Bourail      |                                                              | 21° 34′ 03″ sud, 165° 29′ 46″ est |        |            |      | Église du Sacré-Cœur de Bourail                |
| Église Sainte-Thérèse de Mission Sainte-Marie     | Canala       |                                                              | 21° 31′ 24″ sud, 165° 57′ 22″ est |        |            |      | Image manquante Téléverser                     |
| Église Saint-Pierre-et-Saint-Paul de Nakety       | Canala       |                                                              | 21° 32′ 43″ sud, 166° 02′ 31″ est |        |            |      | Image manquante Téléverser                     |
| Chapelle de Nakety                                | Canala       |                                                              | à géolocaliser                    |        |            |      | Image manquante Téléverser                     |
| Chapelle de Dumbéa-sur-Mer                        | Dumbéa       |                                                              | à géolocaliser                    |        |            |      | Chapelle de Dumbéa-sur-Mer                     |
| Chapelle Notre-Dame-de-la-Paix de Farino          | Farino       |                                                              | à géolocaliser                    |        |            |      | Image manquante Téléverser                     |
| Chapelle de Ganem                                 | Hienghène    |                                                              | à géolocaliser                    |        |            |      | Image manquante Téléverser                     |
| Chapelle de Linderalique                          | Hienghène    |                                                              | à géolocaliser                    |        |            |      | Image manquante Téléverser                     |
| Église de Tiendanite                              | Hienghène    |                                                              | 20° 45′ 30″ sud, 164° 53′ 56″ est |        |            |      | Image manquante Téléverser                     |
| Église de Werap                                   | Hienghène    |                                                              | 20° 43′ 06″ sud, 164° 55′ 45″ est |        |            |      | Image manquante Téléverser                     |
| Chapelle de Néouyo                                | Houaïlou     |                                                              | à géolocaliser                    |        |            |      | Image manquante Téléverser                     |
| Église de Nindiah                                 | Houaïlou     |                                                              | 21° 18′ 02″ sud, 165° 35′ 15″ est |        |            |      | Image manquante Téléverser                     |
| Église Notre-Dame-de-l'Assomption de Vao          | Île des Pins |                                                              | 22° 40′ 08″ sud, 167° 29′ 18″ est |        |            |      | Église Notre-Dame-de-l'Assomption de Vao       |
| Chapelle de Vao                                   | Île des Pins | Sur la colline, derrière l'église Notre-Dame-de-l'Assomption | à géolocaliser                    |        |            |      | Chapelle de Vao                                |
| Église Saint-Louis-de-Gonzagues de Tiaoué         | Koné         |                                                              | 21° 00′ 01″ sud, 164° 55′ 03″ est |        |            |      | Image manquante Téléverser                     |
| Église Notre-Dame-de-l'Assomption de Koné         | Koné         |                                                              | 21° 03′ 44″ sud, 164° 51′ 40″ est |        |            |      | Église Notre-Dame-de-l'Assomption de Koné      |
| Église Sainte-Jeanne-d'Arc de Koumac              | Koumac       |                                                              | 20° 33′ 40″ sud, 164° 16′ 54″ est |        |            |      | Image manquante Téléverser                     |
| Chapelle Notre-Dame de Tiébaghi                   | Koumac       |                                                              | 20° 27′ 01″ sud, 164° 12′ 49″ est |        |            |      | Image manquante Téléverser                     |
| Église de la Pentecôte de La Foa                  | La Foa       |                                                              | 21° 42′ 49″ sud, 165° 49′ 35″ est |        |            |      | Église de la Pentecôte de La Foa               |
| Église Sainte-Cécile de Saint-Louis               | Le Mont-Dore |                                                              | 22° 13′ 37″ sud, 166° 32′ 42″ est |        |            |      | Église Sainte-Cécile de Saint-Louis            |
| Église Sainte-Thérèse de Vallon-Dore              | Le Mont-Dore |                                                              | 22° 16′ 13″ sud, 166° 34′ 12″ est |        |            |      | Image manquante Téléverser                     |
| Église de la Conception du Mont-Dore              | Le Mont-Dore |                                                              | 22° 13′ 31″ sud, 166° 29′ 59″ est |        |            |      | Église de la Conception du Mont-Dore           |
| Chapelle du Vallon-Dore                           | Le Mont-Dore |                                                              | à géolocaliser                    |        |            |      | Image manquante Téléverser                     |
| Chapelle de Plum du Mont-Dore                     | Le Mont-Dore |                                                              | à géolocaliser                    |        |            |      | Image manquante Téléverser                     |
| Église d’Ouara                                    | Le Mont-Dore |                                                              | à géolocaliser                    |        |            |      | Image manquante Téléverser                     |
| Chapelle Saint-Anne d'Inagoj                      | Lifou        |                                                              | 21° 00′ 49″ sud, 167° 22′ 44″ est |        |            |      | Chapelle Saint-Anne d'Inagoj                   |
| Chapelle du Sacré-Cœur de Wé                      | Lifou        |                                                              | à géolocaliser                    |        |            |      | Image manquante Téléverser                     |
| Chapelle Notre-Dame-de-Lourdes de Lifou           | Lifou        |                                                              | 20° 47′ 25″ sud, 167° 07′ 24″ est |        |            |      | Chapelle Notre-Dame-de-Lourdes de Lifou        |
| Église Saint-Jean-Baptiste de Nathalo             | Lifou        |                                                              | 20° 47′ 21″ sud, 167° 15′ 16″ est |        |            |      | Image manquante Téléverser                     |
| Église Notre-Dame-de-la-Visitation de la Roche    | Maré         |                                                              | 21° 28′ 21″ sud, 168° 01′ 57″ est |        |            |      | Église Notre-Dame-de-la-Visitation de la Roche |
| Église de Moindou                                 | Moindou      |                                                              | 21° 41′ 32″ sud, 165° 40′ 38″ est |        |            |      | Image manquante Téléverser                     |
| Cathédrale Saint-Joseph de Nouméa                 | Nouméa       |                                                              | 22° 16′ 22″ sud, 166° 26′ 40″ est |        |            |      | Cathédrale Saint-Joseph de Nouméa              |
| Église de l'Espérance de Nouméa                   | Nouméa       |                                                              | 22° 15′ 25″ sud, 166° 27′ 52″ est |        |            |      | Image manquante Téléverser                     |
| Église du Bon Pasteur de Nouméa                   | Nouméa       |                                                              | 22° 15′ 40″ sud, 166° 26′ 48″ est |        |            |      | Église du Bon Pasteur de Nouméa                |
| Église du Vœu de Nouméa                           | Nouméa       |                                                              | 22° 17′ 28″ sud, 166° 26′ 45″ est |        |            |      | Église du Vœu de Nouméa                        |
| Église Sainte-Anne de Nouméa                      | Nouméa       |                                                              | 22° 16′ 07″ sud, 166° 28′ 21″ est |        |            |      | Image manquante Téléverser                     |
| Église Saint-Jean-Baptiste de Nouméa              | Nouméa       |                                                              | 22° 16′ 17″ sud, 166° 27′ 09″ est |        |            |      | Église Saint-Jean-Baptiste de Nouméa           |
| Chapelle de Kuendu Beach                          | Nouméa       |                                                              | 22° 15′ 27″ sud, 166° 23′ 25″ est |        |            |      | Image manquante Téléverser                     |
| Église Saint-Michel de Montravel                  | Nouméa       |                                                              | à géolocaliser                    |        |            |      | Image manquante Téléverser                     |
| Église de la Sainte-Famille d'Ouégoa              | Ouégoa       |                                                              | 20° 20′ 36″ sud, 164° 26′ 22″ est |        |            |      | Église de la Sainte-Famille d'Ouégoa           |
| Église du Saint-Nom-de-Marie de Mouli             | Ouvéa        |                                                              | 20° 43′ 23″ sud, 166° 25′ 20″ est |        |            |      | Image manquante Téléverser                     |
| Église Saint-Michel de Fayaoué                    | Ouvéa        |                                                              | 20° 38′ 51″ sud, 166° 32′ 19″ est |        |            |      | Église Saint-Michel de Fayaoué                 |
| Église Saint-Joseph d'Ouvéa                       | Ouvéa        |                                                              | 20° 27′ 04″ sud, 166° 35′ 44″ est |        |            |      | Image manquante Téléverser                     |
| Église du Sacré-Cœur de Païta                     | Païta        |                                                              | 22° 07′ 45″ sud, 166° 22′ 15″ est |        |            |      | Église du Sacré-Cœur de Païta                  |
| Église Saint-Michel de Tontouta                   | Païta        |                                                              | à géolocaliser                    |        |            |      | Image manquante Téléverser                     |
| Chapelle Sainte-Thérèse de Tomo                   | Païta        |                                                              | 21° 57′ 18″ sud, 166° 08′ 31″ est |        |            |      | Image manquante Téléverser                     |
| Église du Sacré-Cœur de Tyé                       | Poindimié    |                                                              | 20° 54′ 16″ sud, 165° 17′ 47″ est |        |            |      | Image manquante Téléverser                     |
| Chapelle de Wagap                                 | Poindimié    |                                                              | 20° 52′ 41″ sud, 165° 16′ 23″ est |        |            |      | Image manquante Téléverser                     |
| Église Saint-Austremoine de Pouébo                | Pouébo       |                                                              | 20° 23′ 29″ sud, 164° 34′ 41″ est |        |            |      | Image manquante Téléverser                     |
| Église d'Arama                                    | Poum         |                                                              | 20° 13′ 51″ sud, 164° 01′ 46″ est |        |            |      | Image manquante Téléverser                     |
| Église Sainte-Jeanne d'Arc de Poya                | Poya         |                                                              | à géolocaliser                    |        |            |      | Image manquante Téléverser                     |
| Église de Nékliaï                                 | Poya         |                                                              | à géolocaliser                    |        |            |      | Image manquante Téléverser                     |
| Chapelle de Gohapin                               | Poya         |                                                              | à géolocaliser                    |        |            |      | Image manquante Téléverser                     |
| Chapelle de Sarraméa                              | Sarraméa     |                                                              | à géolocaliser                    |        |            |      | Image manquante Téléverser                     |
| Église de Nakéty                                  | Thio         |                                                              | à géolocaliser                    |        |            |      | Image manquante Téléverser                     |
| Église de Thio                                    | Thio         |                                                              | à géolocaliser                    |        |            |      | Image manquante Téléverser                     |
| Église de de Koé                                  | Touho        |                                                              | 20° 48′ 26″ sud, 165° 15′ 45″ est |        |            |      | Image manquante Téléverser                     |
| Église de Vieux-Touho                             | Touho        |                                                              | 20° 46′ 08″ sud, 165° 09′ 34″ est |        |            |      | Image manquante Téléverser                     |
| Église Sainte-Marguerite-Marie de Voh             | Voh          |                                                              | 20° 56′ 50″ sud, 164° 41′ 16″ est |        |            |      | Image manquante Téléverser                     |
| Église de la Nativité-de-Marie de Touaourou       | Yaté         |                                                              | 22° 11′ 13″ sud, 166° 58′ 29″ est |        |            |      | Image manquante Téléverser                     |

### Culte protestant
| Église                        | Commune  | Adresse | Coordonnées                       | Notice | Protection | Date | Illustration                 |
| ----------------------------- | -------- | ------- | --------------------------------- | ------ | ---------- | ---- | ---------------------------- |
| Temple protestant de Houaïlou | Houaïlou |         | à géolocaliser                    |        |            |      | Image manquante Téléverser   |
| Temple protestant de Nawéèlé  | Koné     |         | 21° 00′ 26″ sud, 164° 56′ 56″ est |        |            |      | Image manquante Téléverser   |
| Vieux Temple de Nouméa        | Nouméa   |         | 22° 16′ 10″ sud, 166° 26′ 40″ est |        |            |      | Vieux Temple de Nouméa       |
| Temple protestant de Fayaoué  | Ouvéa    |         | 20° 38′ 56″ sud, 166° 32′ 16″ est |        |            |      | Temple protestant de Fayaoué |